# فريدريك مورتنسن
فريدريك مورتنسن (بالدنماركية: Frederik Mortensen)‏ هو لاعب كرة قدم دنماركي، ولد في 30 أكتوبر 1998 في Dronninglund ‏ في الدنمارك. لعب مع نادي فيبورج.

## وصلات خارجية
- فريدريك مورتنسن على موقع قاعدة بيانات كرة القدم.إي يو (الإنجليزية)
- فريدريك مورتنسن على موقع Soccerway.com (الإنجليزية)
- فريدريك مورتنسن على موقع عالم كرة القدم.نت (الإنجليزية)